# Unión Soviética en los Juegos Olímpicos de Melbourne 1956
La Unión Soviética estuvo representada en los Juegos Olímpicos de Melbourne 1956 por un total de 281 deportistas que compitieron en 18 deportes.  
El portador de la bandera en la ceremonia de apertura fue el halterófilo Alexei Medvedev.

## Medallistas
El equipo olímpico soviético obtuvo las siguientes medallas:
| Nombre                                                                                                 | Deporte            | Competición                      |
| --- | ------------------ | -------------------------------- |
| Oro |                    |                                  |
| Vladimir Kuts                                                                                          | Atletismo          | 5000 m M                         |
| Vladimir Kuts                                                                                          | Atletismo          | 10 000 m M                       |
| Leonid Spirin                                                                                          | Atletismo          | 20 km marcha M                   |
| Tamara Tyshkevich                                                                                      | Atletismo          | Peso F                           |
| Inese Yaunzeme                                                                                         | Atletismo          | Jabalina F                       |
| Vladimir Safronov                                                                                      | Boxeo              | Pluma (57 kg) M                  |
| Vladimir Yenguibarian                                                                                  | Boxeo              | Superligero (63,5 kg) M          |
| Guennadi Shatkov                                                                                       | Boxeo              | Medio (75 kg) M                  |
| Equipo                                                                                                 | Fútbol             | Torneo M                         |
| Viktor Chukarin                                                                                        | Gimnasia artística | Concurso completo ind. M         |
| Viktor Chukarin                                                                                        | Gimnasia artística | Paralelas M                      |
| Valentin Muratov                                                                                       | Gimnasia artística | Suelo M                          |
| Valentin Muratov                                                                                       | Gimnasia artística | Salto de potro M                 |
| Boris Shajlin                                                                                          | Gimnasia artística | Caballo con arcos M              |
| Albert Azarian                                                                                         | Gimnasia artística | Anillas M                        |
| Viktor Chukarin Valentin Muratov Boris Shajlin Albert Azarian Yuri Titov Pavel Stolbov                 | Gimnasia artística | Concurso completo por eqs. M     |
| Larisa Latynina                                                                                        | Gimnasia artística | Concurso completo ind. F         |
| Larisa Latynina                                                                                        | Gimnasia artística | Salto de potro F                 |
| Larisa Latynina                                                                                        | Gimnasia artística | Suelo F                          |
| Tamara Manina Larisa Latynina Sofia Muratova Lidiya Kalinina-Ivanova Polina Astajova Liudmila Yegorova | Gimnasia artística | Concurso completo por eqs. F     |
| Igor Rybak                                                                                             | Halterofilia       | 67,5 kg M                        |
| Fiodor Bogdanovski                                                                                     | Halterofilia       | 75 kg M                          |
| Arkadi Vorobiov                                                                                        | Halterofilia       | 90 kg M                          |
| Nikolai Soloviov                                                                                       | Lucha grecorromana | 52 kg M                          |
| Konstantin Vyrupayev                                                                                   | Lucha grecorromana | 57 kg M                          |
| Guivi Kartoziya                                                                                        | Lucha grecorromana | 78 kg M                          |
| Valentin Nikolayev                                                                                     | Lucha grecorromana | 87 kg M                          |
| Anatoli Parfionov                                                                                      | Lucha grecorromana | +87 kg M                         |
| Mirian Tsalkalamanidze                                                                                 | Lucha libre        | 52 kg M                          |
| Igor Novikov Ivan Deriuguin Alexandr Tarasov                                                           | Pentatlón moderno  | Equipos M                        |
| Pavel Jarin Gratsian Botev                                                                             | Piragüismo         | C2 10 000 m M                    |
| Yelizaveta Dementieva                                                                                  | Piragüismo         | K1 500 m F                       |
| Viacheslav Ivanov                                                                                      | Remo               | Scull ind. (M1x) M               |
| Alexandr Berkutov Yuri Tiukalov                                                                        | Remo               | Doble scull (M2x) M              |
| Anatoli Bogdanov                                                                                       | Tiro               | Rifle en tres posiciones 50 m M  |
| Vasili Borisov                                                                                         | Tiro               | Rifle en tres posiciones 300 m M |
| Vitali Romanenko                                                                                       | Tiro               | Blanco móvil 100 m M             |
| Plata                                                                                                  |                    |                                  |
| Leonid Bartenev Yuri Konovalov Vladimir Sujarev Boris Tokarev                                          | Atletismo          | 4 × 100 m M                      |
| Antanas Mikenas                                                                                        | Atletismo          | 20 km marcha M                   |
| Yevgueni Maskinskov                                                                                    | Atletismo          | 50 km marcha M                   |
| Mijail Krivonosov                                                                                      | Atletismo          | Martillo M                       |
| Mariya Pisareva                                                                                        | Atletismo          | Salto de altura F                |
| Galina Zybina                                                                                          | Atletismo          | Peso F                           |
| Irina Begliakova                                                                                       | Atletismo          | Disco F                          |
| Equipo                                                                                                 | Baloncesto         | Torneo M                         |
| Lev Mujin                                                                                              | Boxeo              | Pesado (+81 kg) M                |
| Viktor Chukarin                                                                                        | Gimnasia artística | Suelo M                          |
| Yuri Titov                                                                                             | Gimnasia artística | Barra fija M                     |
| Valentin Muratov                                                                                       | Gimnasia artística | Anillas M                        |
| Tamara Manina                                                                                          | Gimnasia artística | Salto de potro F                 |
| Tamara Manina                                                                                          | Gimnasia artística | Barra de equilibrio F            |
| Larisa Latynina                                                                                        | Gimnasia artística | Asimétricas F                    |
| Vladimir Stogov                                                                                        | Halterofilia       | 56 kg M                          |
| Yevgueni Minayev                                                                                       | Halterofilia       | 60 kg M                          |
| Ravil Jabutdinov                                                                                       | Halterofilia       | 67,5 kg M                        |
| Vasili Stepanov                                                                                        | Halterofilia       | 82,5 kg M                        |
| Vladimir Maneyev                                                                                       | Lucha grecorromana | 73 kg M                          |
| Boris Kulayev                                                                                          | Lucha libre        | 87 kg M                          |
| Igor Pisarev                                                                                           | Piragüismo         | K1 1000 m M                      |
| Mijail Kaaleste Anatoli Demitkov                                                                       | Piragüismo         | K2 1000 m M                      |
| Pavel Jarin Gratsian Botev                                                                             | Piragüismo         | C2 1000 m M                      |
| Igor Buldakov Viktor Ivanov                                                                            | Remo               | Dos sin timonel (M2-) M          |
| Yevgueni Cherkasov                                                                                     | Tiro               | Pistola rápida de fuego 25 m M   |
| Majmud Umarov                                                                                          | Tiro               | Pistola 50 m M                   |
| Vasili Borisov                                                                                         | Tiro               | Rifle en posición tendida 50 m M |
| Alan Erdman                                                                                            | Tiro               | Rifle en tres posiciones 300 m M |
| Bronce                                                                                                 |                    |                                  |
| Ardalion Ignatiev                                                                                      | Atletismo          | 400 m M                          |
| Bruno Junk                                                                                             | Atletismo          | 20 km marcha M                   |
| Vitold Kreer                                                                                           | Atletismo          | Triple salto M                   |
| Igor Kashkarov                                                                                         | Atletismo          | Salto de altura M                |
| Viktor Tsybulenko                                                                                      | Atletismo          | Jabalina M                       |
| Anatoli Samotsvetov                                                                                    | Atletismo          | Martillo M                       |
| Vasili Kuznetsov                                                                                       | Atletismo          | Decatlón M                       |
| Nadezhda Dvalishvili                                                                                   | Atletismo          | Salto de longitud F              |
| Nina Ponomariova                                                                                       | Atletismo          | Disco F                          |
| Nadezhda Koniayeva                                                                                     | Atletismo          | Jabalina F                       |
| Anatoli Laguetko                                                                                       | Boxeo              | Ligero (60 kg) M                 |
| Romualdas Murauskas                                                                                    | Boxeo              | Semipesado (81 kg) M             |
| Lev Kuznetsov                                                                                          | Esgrima            | Sable ind. M                     |
| Yakov Rylski David Tyshler Lev Kuznetsov Yevgueni Cherepovski Leonid Bogdanov                          | Esgrima            | Sable por eqs. M                 |
| Yuri Titov                                                                                             | Gimnasia artística | Concurso completo ind. M         |
| Yuri Titov                                                                                             | Gimnasia artística | Salto de potro M                 |
| Viktor Chukarin                                                                                        | Gimnasia artística | Caballo con arcos M              |
| Sofia Muratova                                                                                         | Gimnasia artística | Concurso completo ind. F         |
| Sofia Muratova                                                                                         | Gimnasia artística | Asimétricas F                    |
| Tamara Manina Larisa Latynina Sofia Muratova Lidiya Kalinina-Ivanova Polina Astajova Liudmila Yegorova | Gimnasia artística | Equipos portables por eqs. F     |
| Roman Dzeneladze                                                                                       | Lucha grecorromana | 62 kg M                          |
| Mijail Shajov                                                                                          | Lucha libre        | 57 kg M                          |
| Alimbeg Bestayev                                                                                       | Lucha libre        | 67 kg M                          |
| Vajtang Balavadze                                                                                      | Lucha libre        | 73 kg M                          |
| Gueorgui Sjirtladze                                                                                    | Lucha libre        | 79 kg M                          |
| Jaris Yunichev                                                                                         | Natación           | 200 m braza M                    |
| Vitali Sorokin Vladimir Struzhanov Guennadi Nikolayev Boris Nikitin                                    | Natación           | 4 × 200 m libre M                |
| Guennadi Bujarin                                                                                       | Piragüismo         | C1 1000 m M                      |
| Guennadi Bujarin                                                                                       | Piragüismo         | C1 10 000 m M                    |
| Igor Yemchuk Gueorgui Zhylin Vladimir Petrov (t)                                                       | Remo               | Dos con timonel (M2+) M          |
| Vladimir Sevriuguin                                                                                    | Tiro               | Blanco móvil 100 m M             |
| Equipo                                                                                                 | Waterpolo          | Torneo M                         |